# 传染病诊断
传染病诊断（Infcetnostics），又稱感染诊断，是指运用各种诊断方法对被检者样本进行检测，以辨明被检者是否感染传染病的过程，进而为传染病的辨症施诊提供重要依据。在检测过程中往往要借助于诊断仪器的辅助，被检者样本通常是指带有传染病病原体、病原体血清学标记物以及其他能特异代表传染病标志物的组织、血液、分泌物等来源于被检测者的其他标本。主要实验手段包括微生物培养、ELISA和Real-Time PCR。